# Hiram Gaviria
Hiram Abif Gaviria Rincón (Los Puertos de Altagracia, estado Zulia, Venezuela; 16 de mayo de 1949) es un médico veterinario, político y diplomático venezolano. Es fundador y presidente del Partido Unión y Entendimiento (PUENTE), que forma parte de la coalición opositora Mesa de la Unidad Democrática.

## Biografía
Es médico veterinario, graduado en la Facultad de Ciencias Veterinarias de la Universidad Central de Venezuela en su núcleo de Maracay, en donde llegó a ser Presidente del Centro de Estudiantes de su Facultad. Una vez egresado de las aulas universitarias, se dedicó a la docencia y a la investigación. Así mismo, hizo estudios de postgrado en prestigiosas instituciones de Inglaterra, Hungría y Francia. En ellas alcanzó los títulos académicos de Diplomado en Ciencias Políticas (París) y de doctor en Economía con mención summa cum laude (Budapest). Habla varios idiomas aparte del español, entre otros, inglés, francés e italiano.
Ha escrito varios textos de estudios e innumerables artículos de opinión. Ha sido dirigente de los agricultores, destacándose como presidente de Fedeagro, máxima instancia gremial de los trabajadores del campo.
Fue Ministro de Agricultura y Cría y embajador de Venezuela en Francia y ante la Organización de las Naciones Unidas para la Educación y la Ciencia (Unesco).
Ha sido distinguido con las condecoraciones del Libertador, Mérito al Trabajo, Andrés Bello, UCV y es de los pocos venezolanos distinguidos con la prestigiosa orden francesa Legión de Honor.
En la actividad política ha sido fundador del Partido Acción Agropecuaria, coordinador del Polo Patriótico y presidente de Un Nuevo Tiempo en el estado Aragua.  Fue conductor de programas de televisión como  La Siembra de un País y Productores y Consumidores, con la que recorrió la geografía y comunidades de toda Venezuela, especialmente del estado Aragua. En la actualidad es presidente del Partido Unión y Entendimiento (PUENTE), el cual fundó el 17 de julio de 2015.